# Мурза, Владимир Моисеевич
Влади́мир Моисе́евич Мурза́ (29 ноября 1940, Вырка, Ровненская область — 10 декабря 2013, Москва) — советский и российский религиозный деятель, пастор, проповедник. В 1990—2002 годах являлся начальствующим епископом Российской церкви христиан веры евангельской.

## Биография
Владимир Мурза родился 29 ноября 1940 года в селе Вырка Ровненской области. Его родители были обращены в пятидесятничество в 1920-х годах. Родная мать Владимира умерла через три недели после родов; вскоре его отец женился на Прасковье Васильевне, певице и пятидесятнической проповеднице. В 1944 году Моисей Мурза был арестован и осуждён на 7 лет за религиозную деятельность; своего отца Владимир увидел лишь в десятилетнем возрасте.
В 1957 году Владимир окончил школу и начал работать в колхозе. В 1959 году Мурза был призван в ряды Советской армии и направлен в Волгоград; за отказ брать в руки оружие был осуждён на три года. Наказание отбывал в Волгограде.
Освободившись в 1963 году Владимир Мурза переехал к родственникам в город Лабинск Краснодарского края. После женитьбы в 1964 году он переехал в город Батайск. Здесь, в 1966 году Мурза был избран диаконом баптистской церкви. В 1978 году община Мурзы перешла в пятидесятничество, прошла автономную регистрацию, а сам Мурза был рукоположён на пресвитера. В 1981 году избран старшим пресвитером по Ростовской области.
В 1982 году окончил Ростовский инженерно-строительный институт, после чего работал по специальности инженером-строителем.

### Епископское служение
В 1990 году Владимир Моисеевич Мурза переехал в Москву и был избран старшим епископом недавно образованного Союза церквей христиан веры евангельской Российской Федерации. На этом посту он проработал 12 лет, будучи переизбранным в 1994 и 1998 годах. В 2002 году ушёл на пенсию, передав руководство союзом Павлу Окаре. За время руководства Мурзы Российская церковь ХВЕ выросла с 53 общин до более чем 1500 общин.
С 1995 года Мурза был включён в Совет по взаимодействию с религиозными объединениями при Президенте Российской Федерации, в котором трудился до 2002 года. Владимир Мурза также был одним из соучредителей и членом Совета глав протестантских церквей России.
В 2000 году указом президента Российской Федерации В. Путина «за большой вклад в укрепление гражданского мира и возрождение духовно-нравственных традиций» Владимир Мурза был награждён медалью ордена «За заслуги перед Отечеством» II степени. Мурзе также было присвоено звание «почётного доктора богословия» университета «Агапе» в Лос-Анджелесе и университета штата Флорида.
После 2002 года Владимир Мурза продолжал служить пастором московской церкви РЦХВЕ «Живой Родник». В 2009—2013 гг. он занимал пост первого заместителя начальствующего епископа РЦ ХВЕ и был руководителем по внешним связям.
Владимир Мурза скончался 10 декабря 2013 года. Похоронен в Москве.

## Семья
Владимир Мурза женился в 1964 году на Любови Яковлевне Щербаковой (род. 1941), которая была дочерью баптистского пресвитера Краснодара. В семье Мурзы родились две дочери — Надежда (1964) и Вера (1967). По состоянию на 2010 год у супругов Мурза были два внука, шесть внучек и трое правнуков.